# Кількість житлових будинків, що споруджуються
Кількість споруджуваних житлових будинків (англ. Housing starts) — показник, що розраховується на основі географічної вибірки, включає число споруджуваних приватних житлових будинків і число будинків, на будівництво яких видані дозволи.

## Періодичність
Звіт публікується щомісяця (за звичай 18 числа о 8:30 за E.T.) Бюро переписів і містить дані за попередній місяць.

## Ступінь впливу на ринок
В окремих випадках робить деякий вплив на динаміку торгів.

## Примітка
Будівництво нових житлових будинків, як правило, починається через три-чотири місяців після одержання відповідного дозволу від офіційних органів. Дозвіл на нове будівництво є компонентом індексу випереджальних економічних індикаторів. Будівництво односімейних будинків становить близько 74% від загального обсягу нового житлового будівництва, а інша відсоткова частка припадає на будівництво багатосімейних будинків. Показник використається для прогнозування відсоткової частки інвестицій в житлове будівництво у ВВП.